# Herbert Lindström
Carl Herbert (Herbert) Lindström (Harö, 16 maart 1886 – aldaar, 26 oktober 1951) was een Zweeds atleet. 
Lindström was van beroep visser.
Hij won met het team van de politie van Stockholm op Olympische Zomerspelen van 1912 in Stockholm een gouden medaille bij het touwtrekken. Lindström was als enige lid van het team geen politieagent.
1900: Aabye, Schmidt, Winckler, Nilsson, Söderström, Staaf ·
1904: Olson, Johnson, Seiling, Magnusson, Flanagan ·
1908: Barrett, Goodfellow, Humphreys, Hirons, Ireton, Merriman, Mills, Shepherd ·
1912: Andersson, Bergman, Edman, Fredriksson, Gustafsson, Jonsson, Larsson, Lindström ·
1920: Canning, Holmes, Humphreys, Mills, Sewell, Shepherd, Stiff, Thorn